# シャルトルーズ (色)
シャルトルーズ（Chartreuse）とは、ライムグリーンやブライトグリーンに近い色で純色の一種。ほぼ緑と黄色の中間にある色。

## 近似色
- ライムグリーン
- ブライトグリーン